# Sverepec
Sverepec (allemand : Schwerebnitz, hongrois : Lejtős) est un village de Slovaquie situé dans la région de Trenčín.

## Histoire
La première mention écrite du village date de 1327.

## Démographie

### Évolution de la population
| Année:               | 1994. | 2004.   | 2014.    | 2024.    |
| -------------------- | ----- | ------- | -------- | -------- |
| Nombre de personnes: | 1064  | 1102    | 1237     | 1404     |
| Différence:          |       | +3,57 % | +12,25 % | +13,50 % |

| Année:               | 2023. | 2024.   |
| -------------------- | ----- | ------- |
| Nombre de personnes: | 1376  | 1404    |
| Différence:          |       | +2,03 % |